# Phyllachora cynodontis
Phyllachora cynodontis är en svampart som beskrevs av Niessl 1876. Phyllachora cynodontis ingår i släktet Phyllachora och familjen Phyllachoraceae.   Inga underarter finns listade i Catalogue of Life.